# Pedroplax
Pedroplax is een geslacht van kreeftachtigen uit de klasse van de Malacostraca (hogere kreeftachtigen).

## Soort
- Pedroplax megalops (Takeda, 1989)
- Pedroplax takedai Davie, 2012